# Джоушекан-и-Каму
Джоушека́н-и-Каму́, или Джоушека́н-ва-Каму́, или Джоушека́н-Вакаму́ (перс. جوشقان و کامو‎) — небольшой город в центральном Иране, в провинции Исфахан. Входит в состав шахрестана  Кашан.
Город возник при слиянии двух деревень Джоушекан-э-Кали и Каму.

## География
Город находится в северо-западной части Исфахана, в горной местности центрального Загроса, на высоте 2257 метров над уровнем моря.
Джоушекан-и-Каму расположен на расстоянии приблизительно 100 километров к северо-северо-западу (NNW) от Исфахана, административного центра провинции и на расстоянии 225 километров к югу от Тегерана, столицы страны.

## Население
По данным переписи, на 2006 год население составляло 5 477 человек; в национальном составе преобладают персы (носители одного из центральноиранских диалектов джоушекани), в конфессиональном — мусульмане-шииты.